# Kvarková éra
Ve fyzikální kosmologii je kvarková éra období ve vývoji raného vesmíru, kdy základní interakce, tedy gravitace, elektromagnetismus, silná interakce a slabá interakce získaly současné podoby. Teplota vesmíru byla ale stále příliš vysoká, než aby umožnila kvarkům vázat se dohromady a vytvořit hadrony. Kvarková éra začala přibližně 10−12 sekundy po Velkém třesku, když skončila předchozí elektroslabá éra rozdělením elektroslabé interakce na slabou interakci a elektromagnetismus. Během kvarkové éry vesmír obsahoval husté, horké kvark–gluonové plazma, které obsahovalo kvarky, leptony a jejich antičástice. Kolize mezi částicemi byly příliš energetické na to, aby se kvarky spojily do mezonů nebo baryonů. Kvarková éra skončila, když byl vesmír starý 10−6 sekundy, tehdy průměrná energie částicových interakcí klesla pod vazebnou energii hadronů. Následující období, kdy jsou kvarky uvězněny uvnitř hadronů, se nazývá hadronová éra.

### Další literatura
- Allday, Jonathan (2002). Kvarky, leptony a Velký třesk (Quarks, Leptons and the Big Bang (Second ed.)). ISBN 978-0-7503-0806-9.
- Fyzika 175: Hvězdy a galaxie - Velký třesk, hmota a energie; Ithaca College, New York[nedostupný zdroj]